# Історичний метод
Історичний метод — метод дослідження, заснований на вивченні виникнення, формування та розвитку об'єктів у хронологічній послідовності. Завдяки використанню історичного методу досягається поглиблене розуміння суті проблеми і з'являється можливість формулювати більш обґрунтовані рекомендації по новому об'єкту. Історичний метод може бути використаний при дослідженні різних явищ та об'єктів природи, суспільного життя, науки, техніки тощо.
Вивчення історичного методу і різних способів відображення історичних фактів і подій називають історіографією. Історичний метод (історико-критичний метод) має першорядне значення для написання історії, відбиття причинно-наслідкових зв'язків, відтворення подій минулого.

## Методологія
Методологія історичного методу сконцентрована на визначенні автентичності історичних подій, відбитих у стародавніх текстах. Історичність протистоїть міфічному зображенню подій і є документованою історією. Ключова мета застосування історичного методу полягає в тому, щоб знайти реальні факти, довести їх справжність, історичність або відсутність історичності. Історичний метод базується на певних правилах і установках, використовуваних для інтерпретації першоджерел.

## Критика джерела
Критичне вивчення джерел — це процес оцінювання першоджерел за такими ознаками як валідність, надійність, відповідність темі дослідження.
Гілберт Дж. Герреган запропонував методику перевірки першоджерела за такими шістьма питаннями:
1. Коли джерело написано або не написано (дата)?
2. Де джерело створено (локалізація)?
3. Хто джерело створив (авторство)?
4. Який матеріал ліг в основу джерела (аналіз)?
5. В якій первісній формі створено джерело (цілісність)?
6. Які докази змісту джерела (авторитет)?

Перші чотири питання формують вищий критичний аналіз, п'яте питання — це нижчий критичний аналіз, в цілому ці питання формують зовнішню критику. Шостий питання про першоджерело називають внутрішньою критикою. В цілому всі питання відомі як критичний аналіз джерел.
Р. Дж. Шейфер з приводу зовнішньої критики висловлював думку, що іноді кажуть, що ця функція має негативне значення, просто рятуючи від помилкових доказів; тоді як «внутрішня критика має позитивне значення, підказуючи, як використовувати перевірку першоджерела на справжність доказів».

## Загальне правило вивчення джерела
Один із дослідників історичного методу Луї Готтшальк, відзначаючи умови, за яких кілька документів можна вважати абсолютно надійними, встановлює загальне правило. Це правило каже, що для кожного конкретного документа процес установлення достовірності (ідентифікації) слід проводити окремо, незалежно від правдивості (авторитету) автора. При цьому кожну частину доказів слід оцінити окремо.

## Процедура перевірки надійності першоджерела
Бернгайм (1889) і Ланглуа і Сеньобос (1898) запропонували семиступеневу процедуру перевірки надійності історичних першоджерел:
1. Якщо всі джерела дотримуються єдиної думки про подію, історики можуть вважати, що подія дійсно відбулась.
2. Однак завжди можливі винятки з правил. Навіть якщо більшість джерел пов'язують події воєдино, якщо джерело не проходить тесту на критичний аналіз тексту, його не можна вважати достовірним.
3. Джерелу, яке можна підтвердити посиланнями на зовнішні джерела в окремих місцях тексту, можна довіряти в повному обсязі, якщо навіть це й не підтверджується всім текстом першоджерела.
4. Коли два джерела розходяться з певних позицій, історик надасть перевагу авторитетнішому першоджерелу, іншими словами, джерелу, створеному експертом або очевидцем.
5. Загалом, думка очевидців переважає, особливо в тих випадках, коли звичайний спостерігач міг повідомити конкретні факти і дані про події, що відбуваються.
6. Якщо два незалежно створених джерела сходяться на думці з певного питання, достовірність кожного з них буде істотно вищою.
7. Коли два джерела суперечать одне одному і не існує інших оцінок і доказів, історики приймають те першоджерело, яке не суперечить здоровому глузду.

В цілому еволюція розвитку історичного методу пов'язана з отриманням нових доказів надійності першоджерел.

## Техніка
Історичний метод ґрунтується на виявленні та аналізі суперечностей у розвитку об'єктів, законів і закономірностей розвитку техніки.

## Право
ІСТОРИЧНИЙ СПОСІБ ТЛУМАЧЕННЯ — встановлення дійсного змісту правової норми шляхом аналізу історичних умов її розробки та прийняття.